# Boris Živković
Boris Živković [ˈbɔris ˈʒiʋkɔʋitɕ] (* 15. November 1975 in Živinice) ist ein ehemaliger kroatischer Fußballspieler.

## Karriere
Živković kam über NK Hrvatski dragovoljac, NK Marsonia Slavonski Brod und FK Sarajevo 1997 zu Bayer 04 Leverkusen. Mit Leverkusen wurde er dreimal Vizemeister und erreichte 2002 das UEFA-Champions-League-Finale und das DFB-Pokal-Finale. Im selben Jahr nahm er mit der kroatischen Nationalelf an der WM 2002 teil.
2003 musste er, obwohl er bleiben wollte, Bayer Leverkusen verlassen, da der Verein Geld sparen wollte. Daraufhin wechselte der Abwehrspieler zum FC Portsmouth in die englische Premier League. Ein halbes Jahr später wechselte er zurück in die Bundesliga zum VfB Stuttgart. Dort kam der damalige Kapitän der kroatischen Nationalmannschaft allerdings kaum zum Einsatz, da er durch Verletzungen immer wieder zurückgeworfen wurde.
Im Januar 2006 wurde er vom VfB Stuttgart bis zum Ende der Saison 2005/06 an den 1. FC Köln ausgeliehen. Zu Beginn der Saison 2006/07 wechselte er zurück nach Kroatien zum Erstligisten Hajduk Split. In der Saison 2006/07 holte Nationaltrainer Slaven Bilić ihn wieder ins Team zurück. Im Jahre 2009 beendete er seine sportliche Laufbahn, nachdem er vereinslos geworden war.